# Sucre (Falcón)
Sucre is een gemeente in de Venezolaanse staat Falcón. De gemeente telde 5000 inwoners in 2013. De hoofdplaats is La Cruz de Taratara.